# Обераудорф
Обераудорф (њем. Oberaudorf) општина је у њемачкој савезној држави Баварска. Једно је од 46 општинских средишта округа Розенхајм. Према процјени из 2010. у општини је живјело 4.917 становника. Посједује регионалну шифру (AGS) 9187157.

## Географски и демографски подаци
Обераудорф се налази у савезној држави Баварска у округу Розенхајм. Општина се налази на надморској висини од 480 метара. Површина општине износи 59,3 km². У самом мјесту је, према процјени из 2010. године, живјело 4.917 становника. Просјечна густина становништва износи 83 становника/km².